# Gustav Dobos
Gustav Jürgen Dobos (* 9. Juni 1955 in Regensburg) ist ein deutscher Mediziner, Internist und Pionier der Integrativen Medizin in Deutschland. Er ist Direktor der Klinik für Naturheilkunde und Integrative Medizin der Evangelischen Kliniken Essen-Mitte und Inhaber des Lehrstuhls für Naturheilkunde der Medizinischen Fakultät der Universität Duisburg-Essen.

## Leben
Gustav Dobos studierte nach dem Abitur am Goethe-Gymnasium Gaggenau im Jahr 1974 und einer Berufsausbildung zum Zahntechniker ab  1980 Medizin an der Universität Freiburg und an der Academy of Traditional Chinese Medicine in Peking. Nach dem praktischen Jahr am Universitätsklinikum Freiburg mit dem Wahlfach Hals-Nasen-Ohren-Heilkunde erhielt er 1986 seine Approbation als Arzt. Anschließend arbeitete er als Assistenzarzt in der Sektion für Ernährungsmedizin und Diätetik der Universitätsklinik Freiburg und wurde 1987 dort bei dem Ernährungsmediziner Reinhold Kluthe mit einer vergleichend-methodischen Studie über Hautdickenmessungen und Adipositasdiagnostik promoviert.
Danach arbeitete er als Assistenzarzt, ab 1992 als Leiter des nephrologisch-immunologischen Forschungslabors in der Abteilung für Innere Medizin des Universitätsklinikums Freiburg. 1994 erfolgte dort die Weiterbildung zum Arzt für „Spezielle Internistische Intensivmedizin“, 1996 die Habilitation und Beförderung zum Oberarzt.
Von 1997 bis 1999 war Dobos Chefarzt der SANITAS Dr. Köhler Parkkliniken in Bad Elster. 1999 wurde er Chefarzt der Abteilung für Naturheilkunde und Integrative Medizin der Evangelischen Kliniken Essen-Mitte, die als Modelleinrichtung des Landes Nordrhein-Westfalen etabliert wurde und der er seit 2010 als Klinikdirektor vorsteht. 2003 erfolgte die Ernennung zum außerplanmäßigen Professor an der Universität Duisburg-Essen, 2004 die Übernahme der dortigen Alfried Krupp von Bohlen und Halbach-Stiftungsprofessur für Naturheilkunde.
Dobos ist Pionier und Wegbereiter der wissenschaftsbasierten Naturheilkunde in Deutschland. Seine 2019 und 2020 erschienenen Bücher Das gestresste Herz und Die gestresste Seele wurden Spiegel-Bestseller. Er ist mit der Sinologin Karin von Kleist-Dobos verheiratet.

## Veröffentlichungen (Auswahl)
- Hautdickenmessungen und Adipositasdiagnostik (eine vergleichende methodische Studie). Dissertation Freiburg im Breisgau, 1987, DNB 880094230
- Molekulare Analyse der Signaltransduktion in humanen neutrophilen Granulozyten (Untersuchungen an Gesunden und Hämodialysepatienten). Freiburg (Breisgau), Univ., Diss., Habilitations-Schrift, 1993.
- mit Ulrich Deuse, Andreas Michalsen: Chronische Erkrankungen integrativ. Konventionelle und komplementäre Therapie. Urban & Fischer, München 2006, ISBN 3-437-57200-8.
- Die Kräfte der Selbstheilung aktivieren! Mein erfolgreiches Therapiekonzept bei chronischen Erkrankungen. Zabert Sandmann, München 2008, ISBN 978-3-89883-207-6.
- mit Sherko Kümmel: Gemeinsam gegen Krebs. Naturheilkunde und Onkologie – zwei Ärzte für eine menschliche Medizin. Zabert Sandmann, München 2011, ISBN 978-3-89883-265-6.
- Vom Schmerz. Antworten eines Professors für Naturheilkunde. Sandmann, München 2015, ISBN 978-3-945543-11-5.
- Endlich schmerzfrei und wieder gut leben. Die eigenen Heilkräfte stärken mit moderner Naturheilkunde. Scorpio, München 2018, ISBN 978-3-95803-169-2; Bastei Lübbe Taschenbuch, Köln 2019, ISBN 978-3-404-61692-3.
- Das gestresste Herz. Was wir tun können, um unser empfindsamstes Organ zu schützen. Scorpio Verlag, München 2019, ISBN 978-3-95803-233-0.
- als Hrsg. mit Anna Paul: Mind-Body-Medizin. Integrative Konzepte zur Ressourcenstärkung und Lebensstilveränderung. Urban & Fischer, München 2019, ISBN 978-3-437-57931-8.
- Die gestresste Seele. Scorpio, München 2020, ISBN 978-3-95803-333-7.